# Lệ Quyên Acoustic
Lệ Quyên Acoustic là album phòng thu thứ ba của nữ ca sĩ Lệ Quyên, album được phát hành vào ngày 04 tháng 12 năm 2009.

## Bối cảnh sáng tác và sản xuất album
Cuối năm 2009, Lệ Quyên ra mắt khán giả album biên tập Lệ Quyên Acoustic do Tuấn Trinh Production phát hành. Đây là một trong những ấn phẩm tiếp nối của chùm CD acoustic với chuẩn âm thanh thực Audiophile do Tuấn Trinh Production sản xuất. Album được phát hành gần như cùng thời gian với album Vol. 3 - Nếu như ngày đó nhưng thính giả nghe được một Lệ Quyên hoàn toàn khác trong Lệ Quyên Acoustic. Vốn được biết đến với danh hiệu "nữ hoàng nhạc tình", tiếng hát của Lệ Quyên thường được gắn liền với những ca khúc đầy tâm trạng về tình yêu. Trong Lệ Quyên Acoustic, không gian âm nhạc đã được cô đọng lại để làm nổi bật lên cái sâu lắng, nồng nàn trong từng phát âm, từng hơi thở, từng nét ngân giọng đặc trưng của Lệ Quyên. Một điểm lạ khác của album là lần đầu tiên thính giả sẽ nghe được một Lệ Quyên tươi tắn, sống động trong một ca khúc mới "Một ngày tinh khôi", "Mưa ngâu". Điểm nhấn của album là ca khúc "Mãi mãi bên em" đã từng lọt vào đề cử sơ loại giải Grammy năm 1994. Album một lần nữa đã cho thấy giọng ca Lệ Quyên đầy nội lực nhưng cũng rất mềm mại, tinh tế và đầy màu sắc. Lệ Quyên ấp ủ việc phát hành Lệ Quyên Acoustic dưới dạng đĩa than với hi vọng hồi sinh đĩa than.

## Danh sách bài hát
| STT | Nhan đề              | Sáng tác       | Hòa âm                     | Thời lượng |
| --- | -------------------- | -------------- | -------------------------- | ---------- |
| 1.  | "Mãi mãi bên em"     | Jimmy Nguyễn   | Lê Huỳnh Long - Dũng Dalat | 5:21       |
| 2.  | "Mưa ngâu"           | Thanh Tùng     | Lê Huỳnh Long - Dũng Dalat | 4:04       |
| 3.  | "Giấc mơ mùa thu"    | Võ Thiện Thanh | Lê Huỳnh Long - Dũng Dalat | 5:53       |
| 4.  | "Nếu xa nhau"        | Đức Huy        | Lê Huỳnh Long - Dũng Dalat | 3:32       |
| 5.  | "Tinh khôi một ngày" | Lê Thanh Long  | Lê Huỳnh Long - Dũng Dalat | 3:44       |
| 6.  | "Nỗi nhớ mùa đông"   | Phú Quang      | Lê Huỳnh Long - Dũng Dalat | 4:40       |
| 7.  | "Chân tình"          | Trần Lê Quỳnh  | Lê Huỳnh Long - Dũng Dalat | 4:52       |
| 8.  | "Xa rồi tuổi thơ"    | Ngọc Lễ        | Lê Huỳnh Long - Dũng Dalat | 5:20       |